# Kim Jung-Kuk
Kim Jung-Kuk es un deportista surcoreano que compitió en taekwondo. Ganó dos medallas de oro en el Campeonato Asiático de Taekwondo, en los años 1978 y 1980.

## Palmarés internacional
| Campeonato Asiático | Campeonato Asiático     | Campeonato Asiático | Campeonato Asiático |
| Año                 | Lugar                   | Medalla             | Categoría           |
| ------------------- | ----------------------- | ------------------- | ------------------- |
| 1978                | Hong Kong (Reino Unido) | Medalla de oro      | –63 kg              |
| 1980                | Taipéi (Taiwán)         | Medalla de oro      | –68 kg              |